# خانه کیپور
خانه کیپور یا عمارت خیل خان مربوط به دوره قاجار است و در مهدیشهر، خیابان صاحب الزمان، خیابان ملت، کوچه رشیدی، پلاک ۲ واقع شده و این اثر در تاریخ ۱۸ آذر ۱۳۸۷ با شمارهٔ ثبت ۲۳۹۱۰ به‌عنوان یکی از آثار ملی ایران به ثبت رسیده است.

## بی‌توجهی میراث فرهنگی و خطر تخریب خانه کیپور
سازمان میراث فرهنگی پس از ثبت ملی این عمارت، مدتی به بهانه کمبود بودجه، از مرمت آن سرباز زد. اندکی بعد که قسمت‌هایی از سقف خانه به دلیل عدم رسیدگی، در شرف تخریب قرار گرفت، به ناچار امتیاز مرمت و نگهداری آن را به بخش خصوصی فروخت! تا تنها یادگار میراث فرهنگی تخریب بخش‌هایی از این اثر تاریخی باشد. هم‌اکنون بخش خصوصی در حال مرمت و احیای این اثر تاریخی و تبدیل آن به موزه است.